# Antonio Ciacca
Antonio Ciacca (14 de marzo de 1969) es un pianista de jazz.

## Primeros años de vida
Nació en Alemania y se crio en Italia.  Comenzó a tocar el piano a los siete años.  Le han enseñado Steve Grossman, Jaki Byard, Bruce Barth y Barry Harris. 

## Vida posterior y carrera
Realizó una gira por Europa con el Larry Smith Quartet en 1995 y 1996, tocó en Japón con el Eiji Nakayama Quartet en 1998 y realizó una gira por Europa con Wes Anderson y Steve Lacy en 1999  Ciacca estudió más con Jaki Byard en 1998-1999 y le dedicó el álbum Hollis Avenue.  Fundó los Detroit Gospel Singers y realizó una gira por Europa con ellos en 2000.  Obtuvo su diploma universitario en el Conservatorio "GB Martini" de Bolonia, Italia.  Se convirtió en director de programación de Jazz en el Lincoln Center en 2007 y renunció en 2011.  Obtuvo su maestría en estudios de jazz en el City College de la ciudad de Nueva York y su DMA (Doctor en Artes Musicales) en la Universidad Stony Brook. El Dr. Ciacca es actualmente profesor adjunto de Historia del Jazz en el Marymount Manhattan College y profesor de arreglos y composición de Jazz en el conservatorio "G. Nicolini" de Piacenza, Italia.

## Estilo de música
El crítico de DownBeat del álbum Lagos Blues escribió: "Ciacca está informada por una amplia gama de influencias. Dos son particularmente obvias: el hard bop y Duke Ellington ". 

## Discografía

### Como líder
| Año de grabación | Título                                                 | Sello      | Notas |
| ---------------- | ------------------------------------------------------ | ---------- | --- |
| 1997             | Driemoty                                               | C-Jam      | |
| 1998             | Hollis Avenue                                          | Yvp        | |
| 2002             | Autumn in New York                                     | Splash     | |
| 2004             | Live in Mosciano S.Angelo Featuring Benny Golson       |            | |
| 2005             | Ugly Beauty                                            | Soul Note  | |
| 2008             | Rush Life                                              | Motéma     | Quinteto, con Joe Magnarelli (trompeta), Stacy Dillard (saxo tenor), Kengo Nakamura (bajo), Rodney Green (batería) |
| 2010             | Lagos Blues                                            | Motéma     | Quinteto, con Stacy Dillard y Steve Grossman (saxo tenor), Kengo Nakamura (bajo), Ulysses Owens (batería)          |
| 2013             | Just In Time, Antonio Ciacca introducing Justin Echols | TwinsMusic | |
| 2014             | With a Song In My Heart                                | TwinsMusic | |
| 2016             | Volare, The Italian American Songbook                  | Cellarlive | |

### Como acompañante
- Larry Smith & Co Live at the Slovak Phihlarmonic (1996)
- Larry Smith Quartet Estate (1998)
- Detroit Gospel Singers Gospel Jubilee (2000)
- Craig Bailey Sextet Brooklyn (2001)
- Detroit Gospel Singers "Gospel Jubilee" Alma Records (2001)
- Various Artists Gubbio No Border Festival (2004)
- Dario Mazzucco Light Lunch (2008)
- Lucio Ferrara Quintet Featuring Lee Konitz & Antonio Ciacca It's All Right with Me (2009)
- Stefania Tchantret Quintet Love For Sale (2010)
- Sweet Lu Olutosin "Sweet Lu's Blues" TwinsMusic Records (2014)
- Debora Tamagnini con the Antonio Ciacca quartet "Camellia" Beat Sound (2016)
- Mara De Mutiis con the Antonio Ciacca Quintet "The men I love" Dodicilune Records (2016)
- Antonio Belladelli con the Antonio Ciacca Quartet "Save Your Love for Me" Jazz3 (2016)
- Francesco Alemanno Quintet, "The Nearness of You" Dodicilune records (2017)
- Antonio Belladelli con The Antonio Ciacca Hammond Trio "It Might Be Swing... 'round Midnight" Jazz3 (2017)
- Jamile Saevie Ayres, "If you could see me now" (2019)